# フアン・ラモン・カブレーロ
ファンラことフアン・ラモン・カブレーロ・オブレル（Juan Ramón Cabrero Obrer、"Juanra"、1980年4月24日 - ）は、スペイン・バレンシア県エスティベリャ (Estivella) 出身の元サッカー選手である。ポジションはディフェンダー (右サイドバック) 。

## 経歴
1999－2000年度はレバンテUDの下部組織チームでプレーし、2001-02年度に、当時セグンダ・ディビシオンに属していたレバンテのトップチームに昇格。その年度は32試合に出場したが、その後は出場機会に恵まれなかった。
2003-04シーズンにレバンテはプリメーラ・ディビシオン昇格を経験したが、このシーズンの出場は4試合のみだった。2006年、セグンダ・ディビシオンのCDヌマンシアに移籍した。
2007-08シーズンは主力としてリーグ戦36試合に出場し、CDヌマンシアのセグンダ・ディビシオン優勝とプリメーラ・ディビシオン昇格に貢献した。
初のプリメーラ挑戦となった2008-09シーズンは右サイドバックのレギュラーとして33試合に出場したが、19位でセグンダ降格となった。シーズン終了後、エルクレスCFへ完全移籍。2008年8月31日、CDヌマンシアがFCバルセロナに1-0で歴史的勝利を収めた試合に先発出場し、プリメーラ・ディビシオンデビューを果たした。
2009年、エルクレスCFに完全移籍。入団初年度の2009-10シーズンはリーグ戦38試合に出場し、クラブの13年ぶりのプリメーラ・ディビシオン復帰に貢献した。
レバンテUD（2003-04）、CDヌマンシア（2007-08）、エルクレスCF（2009-10）の3クラブでセグンダ・ディビシオンからプリメーラ・ディビシオンへの昇格を経験した。
2014年にテルセーラ・ディビシオン（当時4部相当）のCDカステリョンと契約し、リーグ戦64試合に出場して2得点を記録した。
2016年に退団後、下位リーグのCDアセロに移籍しプレーを続けた。

## 成績

### 表彰
クラブ
2003-04シーズン セグンダ・ディビシオン 優勝（レバンテUD）
2007-08シーズン セグンダ・ディビシオン 優勝（CDヌマンシア）
個人
ラ・リーガデビュー：2008年8月31日 CDヌマンシア 対 FCバルセロナ戦 (ロス・パハリートス)